# Aéroport de Debre Tabor
L'aéroport de Debre Tabor est situé dans la ville de Debre Tabor en Éthiopie. Doté d'une seule piste, cet aéroport n'est plus desservi par la compagnie Ethiopian Airlines.